# كليف بونديكستير
كليف بونديكستير (بالإنجليزية: Cliff Pondexter)‏ مواليد 15 سبتمبر 1954 في فريسنو، هو لاعب كرة سلة أمريكي سابق. بدأ مسيرته الاحترافية في سنة 1975. تم اختياره من قبل فريق شيكاغو بولز خلال الدرافت. يبلغ طوله 6 قدم 9 بوصة (2.1 م). اعتزل اللعب في 1984. لعب مع شيكاغو بولز وفيكتوريا يبرتاس بيزارو.

## روابط خارجية
- كليف بونديكستير على موقع إن بي أي (الإنجليزية)
- كليف بونديكستير على موقع سبورتس رفرنس (الإنجليزية)
- كليف بونديكستير على موقع كلية كرة السلة في سبورتس رفرنس.كوم (الإنجليزية)
- كليف بونديكستير على موقع ريلجم (الإنجليزية)
- كليف بونديكستير على موقع بروبوليرز (الإنجليزية)